# Lijst van Franse co-vorsten van Andorra
Hieronder staat een lijst van de Franse co-vorsten van Andorra sinds het ontstaan van de staat Andorra in 1278. Van 1792 tot en met 1806 was er geen Franse co-vorst vanwege de Franse Revolutie (de revolutionairen keerden zich af tegen alles wat met adel en vorsten te maken had) en toen regeerde de bisschop van Urgell alleen. 
- 1278-1302: Rogier Bernard III van Foix
- 1302-1315: Gaston I van Foix-Béarn
- 1315-1343: Gaston II van Foix-Béarn
- 1343-1391: Gaston III van Foix-Béarn
- 1391-1398: Matheus van Foix-Castelbon
- 1398-1412: Isabella van Foix-Castelbon
- 1412-1436: Jan I van Foix-Grailly
- 1436-1472: Gaston IV van Foix
- 1472-1483: Frans I van Fois-Grailly
- 1483-1516: Catharina van Navarra x Jan van Albret
- 1516-1555: Hendrik II van Albret
- 1555-1572: Johanna van Albret x Anton van Bourbon
- 1572-1610: Hendrik IV van Bourbon
- 1610-1643: Lodewijk XIII van Bourbon
- 1643-1715: Lodewijk XIV van Bourbon
- 1715-1774: Lodewijk XV van Bourbon
- 1774-1792: Lodewijk XVI van Bourbon
- 1792-1806: geen Franse co-vorst
- 1806-1814: Napoleon I Bonaparte
- 1814-1815: Lodewijk XVIII van Bourbon
- 1815: Napoleon I Bonaparte
- 1815: Napoleon II Bonaparte
- 1815-1824: Lodewijk XVIII van Bourbon
- 1824-1830: Karel X van Bourbon
- 1830-1848: Lodewijk Filips van Bourbon-Orléans
- 1848-1870: Lodewijk Napoleon Bonaparte
- 1871-1873: Adolphe Thiers
- 1873-1879: Patrice de MacMahon
- 1879-1887: Jules Grévy
- 1887-1894: Marie François Sadi Carnot
- 1894-1895: Jean Casimir-Perier
- 1895-1899: Félix Faure
- 1899-1906: Émile Loubet
- 1906-1913: Armand Fallières
- 1913-1920: Raymond Poincaré
- 1920-1920: Paul Deschanel
- 1920-1924: Alexandre Millerand
- 1924-1931: Gaston Doumergue
- 1931-1932: Paul Doumer
- 1932-1940: Albert Lebrun
- 1940-1944: Philippe Pétain
- 1944-1946: Charles de Gaulle
- 1946: Félix Gouin
- 1946-1947: Georges Bidault
- 1947-1954: Vincent Auriol
- 1954-1958: René Coty
- 1958-1969: Charles de Gaulle
- 1969-1974: Georges Pompidou
- 1974-1981: Valéry Giscard d'Estaing
- 1981-1995: François Mitterrand
- 1995-2007: Jacques Chirac
- 2007-2012: Nicolas Sarkozy
- 2012-2017: François Hollande
- 2017-heden: Emmanuel Macron